# Sankarani
Der Sankarani ist ein  Nebenfluss des Niger in Westafrika.

## Verlauf
Der Fluss hat seine Quellen am Kourandou-Massif im Süden Guineas. Dort trägt er den Namen Gbanhala. Von dort fließt er nordwärts bis zur Grenze der nördlichen Elfenbeinküste und bildet kurzfristig die Grenze der beiden Staaten. Auf der Grenze vereinigt er sich mit dem aus der Elfenbeinküste kommenden Kourou Kellé. Ab da heißt er Sankarani. Bald darauf ändert er seinen Kurs nach Westen, wo ihm erst der Koulaï und dann sein größter Nebenfluss, der Dion zufließt. An dessen Mündung ändert er erneut den Kurs nach Norden. Nach einem weiteren Stück schwenkt er nach Nordosten und bildet die Grenze zum südlichen Mali, bis er die Grenze schließlich überquert. Kurz darauf, an der Mündung des Ouassoulou-Balé ist er durch den Sélingué-Damm zu einem See aufgestaut. Bald nach dem Verlassen des Sees vereint er sich etwa 40 km oberhalb der Stadt Bamako mit dem Niger.

## Einzugsgebiet
Im Einzugsgebiet des Sankarani werden traditionell etliche Nutzpflanzen angebaut, es verfügt über Vorkommen an Eisen und Gold und bedeckt knapp 35.500 km². Zwei Drittel davon befinden sich auf dem Gebiet von Guinea. Nach dem Bau des Sélingué-Damms 1980 halbierte sich nahezu die Kubikmeterzahl des Wassers des Sankarani, das tatsächlich den Niger erreichte.

### Aufteilung
Einzugsgebietaufteilung des Flusses auf die Länder in Prozent
| Land           | Quadratkilometer | Prozent der Einzugsgebietsfläche |
| -------------- | ---------------- | -------------------------------- |
| Mali           | 8.030            | 24                               |
| Guinea         | 22.083           | 66                               |
| Elfenbeinküste | 3.346            | 10                               |
| Gesamt         | 33.460           | 100                              |

### Hydrometrie
Durchschnittliche monatliche Durchströmung des Sankarani gemessen an der hydrologischen Station bei Selingue in m³/s.
- Diagrammdaten:
- Definition |
- Rohdaten |
- Hilfe

## Geschichte
Am Ufer des Sankarani in Niani soll sich vom 13. bis 16. Jahrhundert die Hauptstadt des mächtigen Malireiches befunden haben.